# デイビッド・J・ファーバー
デイビッド・J・ファーバー（David J. Farber、1934年4月17日 - ）は、アメリカ合衆国出身の計算機科学者であり、プログラミング言語とコンピュータネットワークへの多大な貢献で知られる。「インターネットの祖父」(grandfather of the Internet)と呼ばれる。

## 若年期
ファーバーは1934年4月17日にニュージャージー州で生まれた。父はニューヨークの香辛料の輸入業者の現場主任だった。子供の頃、戦後に軍から放出された電子機器類が街で売られるようになったことや、電子工作キットが容易に入手できるようになったことで、電子技術に関心を持つようになった。
ニュージャージー州の高校を卒業し、スティーブンス工科大学に入学した。大学3年生のときにインターンとして働いたワシントンD.C.の海軍省でトランジスタ式のアナログコンピュータに、卒業研究の中でリレー式のデジタルコンピュータに触れた。大学卒業後は大学院に進学するつもりで、マサチューセッツ工科大学など複数の大学院の入学試験に合格していた。その頃、大学の先輩のつてでベル研究所を見学し、同研究所から採用の申し出があったため、大学を卒業した1956年、MITの大学院への入学を延期してベル研究所に入社した。

## キャリア
ファーバーはベル研究所に11年間勤務し、結局大学院には入学しなかった。ベル研究所では、世界初の電子交換システムである1ESSとプログラミング言語SNOBOLの開発に関わった。入社の5年後、ベル研究所で知りあった女性研究者と結婚した。1961年、スティーブンス工科大学で数学の修士号を取得した。
1967年、引き抜きのオファーに応じてランド研究所に移籍し、ここで複数のプログラミング言語を開発した。また、ここでポール・バランと知り合い、生涯の友人となった。その後、サイエンティフィック・データ・システムズ(SDS)に移り、同社在籍中に非常勤講師を務めていたカリフォルニア大学アーバイン校から准教授に任命された。アーバイン校では、アメリカ国立科学財団(NSF)の支援による、世界初の運用可能な分散型コンピュータシステムの構築を行った。また同大学で、後に「インターネットの父」と呼ばれるジョン・ポステル、ポール・モカペトリスなどを指導したことにより、ファーバーは「インターネットの祖父」と呼ばれることになる。
デラウェア大学に移籍した後、ウィスコンシン大学マディソン校のローレンス・ランドウェバーとともに学術用コンピュータネットワークCSNETを立ち上げた。CSNETは全米科学財団ネットワーク(NSFNet)を経て国立研究・教育ネットワーク(NREN)に発展し、世界規模のインターネットに至る発展の大きなマイルストーンとなった。また、ネットワークの高速化のためのギガビット・ネットワーク・テストベッド計画を提案し、NSFの資金援助を取り付けた。その後ペンシルベニア大学の電気通信システム学教授となり、2003年に退官した。2000年から2001年にかけて連邦通信委員会(FCC)の首席技術者を務めたほか、ハイパフォーマンス・コンピューティング、通信、情報技術、次世代インターネットに関する大統領諮問委員会の委員も務めた。
2019年に日本の慶應義塾大学の教授に就任し、村井純とともに同大学のサイバー文明研究センターの共同センター長を務める。
ファーバーはICANNWatchを創刊し、その編集長を務めた。
電子フロンティア財団理事、電子プライバシー情報センター諮問委員、インターネットソサエティ評議員を務める。
登録者2万5千人以上のメーリングリスト"Interesting-People"を運営している。

## 賞と栄誉
ファーバーはアメリカ科学振興協会(AAAS)、IEEE、ACMのフェローである。1995年、コンピュータ通信に対する長年の功績を称えてSIGCOMM功績生涯賞を授与された。1999年には母校スティーブンス工科大学から工学の名誉博士号を授与された。
2013年、ファーバーはインターネットの殿堂に「パイオニア」の部門で殿堂入りした。